# Кинко, Геннадий Фёдорович
Геннадий Фёдорович Кинко (28 октября 1942[…], Чувашия — 6 декабря 2007, Тарту) — советский гребец, мастер спорта международного класса по академической гребле.

## Биография
Родился 28 октября 1942 года. В детстве носил фамилию Кириченко. Окончил Тартускую школа Форселиуса в 1963 году и Тартуский университет в 1981 году.
Неоднократный призёр чемпионатов СССР по академической гребле, в том числе чемпион в двойке без рулевого (1972, 1976), серебряный (1975, 1977) и бронзовый призёр (1970, 1979), серебряный призёр в четвёрке без рулевого (1973, 1975, 1978), бронзовый призёр в четвёрке (1967). 34-кратный чемпион Эстонской ССР.
На Олимпийских играх 1976 года участвовал в соревнованиях мужской пары без руля вместе с Тиитом Хелмья и заняли 7-е место.
Работал в 1979—1983 годах в заместителя председателя территориального совета общества «Калев» в Тарту, позднее — председателем комитета совхоза Ныо, мастером строительной конторы, поставщиком-монтажником и торговым агентом в акционерных обществах. В 1996—2005 годах был преподавателем физической культуры в Тартуской Коммерческой гимназии.
Кинко похоронен на тартуском Александро-Невском кладбище.